# Ross Marquand
Ross Wayne Marquand (Fort Collins, 22 agosto 1981) è un attore statunitense.
Noto per il ruolo di Aaron nella serie televisiva The Walking Dead.

## Biografia
Nato a Fort Collins, Colorado, effettua gli studi presso l'University of Colorado Boulder nella sezione teatrale. Durante gli studi ha recitato in diverse produzioni teatrali, tra cui Il buio oltre la siepe e Il giardino dei ciliegi. Si è laureato con un Bachelor of Fine Arts in teatro. Poco dopo, si trasferisce a Los Angeles e rapidamente viene coinvolto in diversi progetti cinematografici e televisivi.
Nel 2009 è protagonista, al fianco di Michael Wincott e James Cromwell, del film A Lonely Place for Dying.
Nel 2013 interpreta il ruolo dell'attore Paul Newman nell'episodio La tempesta della serie televisiva Mad Men. Acquista popolarità grazie al ruolo di Aaron nella serie televisiva The Walking Dead, che interpreta dalla quinta stagione in poi.
Marquand è anche un doppiatore; ha prestato la voce al personaggio di Ian Solo in un episodio della serie animata Phineas and Ferb e al videogioco Battlefield Hardline. È particolarmente rinomato per l'imitazione di personaggi famosi, tra cui Harrison Ford, Brad Pitt, Kevin Spacey, Matthew McConaughey e molti altri. Marquand ha inoltre realizzato una serie di video comico/parodistici caricati su YouTube e sul suo sito ufficiale.
Nel 2018, inizia a interpretare il villain Teschio Rosso nel film del Marvel Cinematic Universe Avengers: Infinity War, diretto da Anthony e Joe Russo, e nel suo sequel Avengers: Endgame uscito un anno dopo (sostituendosi al posto di Hugo Weaving). Marquand ha anche prestato la voce di Infinity Ultron nella prima serie animata dell'MCU What If...? e le Sentinelle Ultron della Terra-838 nel film Doctor Strange nel Multiverso della Follia (2022), diretto da Sam Raimi.

## Filmografia

### Cinema
- A Lonely Place for Dying, regia di Justin Eugene Evans (2009)
- Sam & Amira, regia di Scan Mullin (2014)
- Avengers: Infinity War, regia di Anthony e Joe Russo (2018)
- Avengers: Endgame, regia di Anthony e Joe Russo (2019)

### Televisione
- I Heart Vampires – serie TV, 5 episodi (2009)
- Mad Men – serie TV, episodio 6x05 (2013)
- Dog with a Blog – serie TV, episodio 1x21 (2013)
- The Walking Dead – serie TV, 70 episodi (2015-2022)
- Impress Me – serie TV, 13 episodi (2015)
- The Mindy Project – serie TV, episodio 4x15 (2016)
- Deadbeat – serie TV, episodio 3x08 (2016)
- Brockmire – serie TV, episodio 1x06 (2017)
- The Last Tycoon – serie TV, episodi 1x03-1x04 (2017)

### Doppiatore
- Invincible – serie animata, 8 episodi (2021)
- What If...? – serie animata, 3 episodi (2021)
- Doctor Strange nel Multiverso della Follia (Doctor Strange in the Multiverse of Madness), regia di Sam Raimi (2022)
- X-Men '97 (2024)

## Doppiatori italiani
Nelle versioni in italiano delle opere in cui ha recitato, Ross Marquand è stato doppiato da:
- Edoardo Nordio in Mad Men
- Edoardo Stoppacciaro in The Walking Dead
- Enrico Di Troia in Avengers: Infinity War
- Carlo Cosolo in Avengers: Endgame

Da doppiatore è sostituito da:
- Stella Musy ne I Griffin
- Dodo Versino in Invincible (Immortal)
- Alessandro Ballico in Invincible (Aquarus)
- Emiliano Coltorti in Invincible (Robot umano)
- Carlo Cosolo in What If...? (Teschio Rosso)
- Stefano Alessandroni in What If...? (Ultron)
- Fabrizio Russotto in X-Men '97